# La Valle, Wisconsin
La Valle är en ort i Sauk County i delstaten Wisconsin, USA.